# アルヒープ・リューリカ

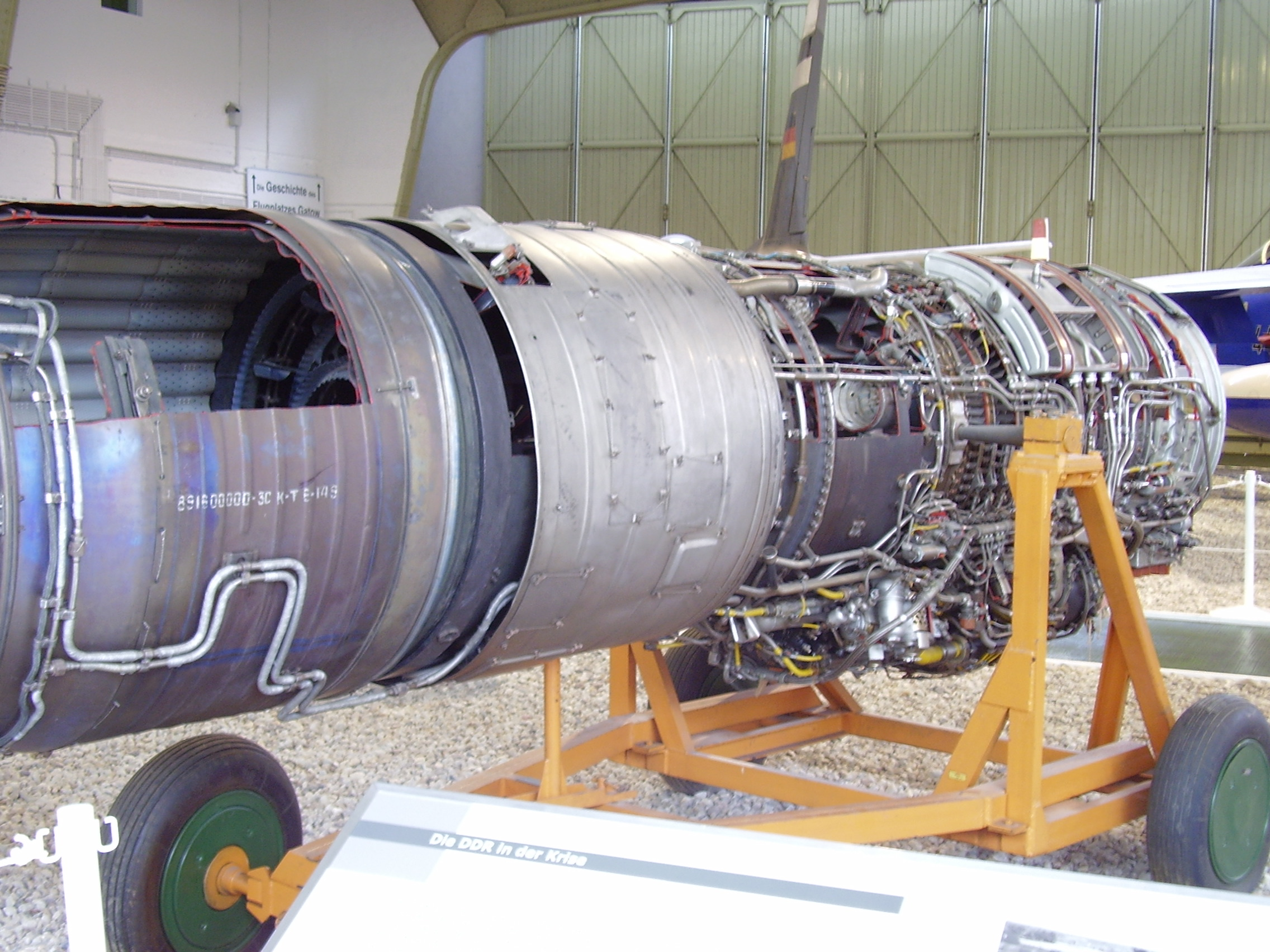
リューリカの設計によるAL-21F3ターボジェットエンジン

アルヒープ・ムィハーイロヴィチ・リューリカ(ウクライナ語:Архи́п Миха́йлович Лю́лька 、1908年3月23日サヴァールカ - 1984年6月1日モスクワ)は、ソ連時代に活躍した航空機用エンジンの研究者・設計技師である。ソ連科学アカデミー会員、社会主義労働英雄の名誉称号やレーニン賞、2重スターリン賞保持者である。

## 概要
1908年3月23日、ロシア帝国領であった現在のウクライナ・キエフ州・ボフスラーウ地区・サヴァールカ村に生まれた。ロシア革命後の1925年、ビーラ・ツェールクヴァの職業学校を卒業した。その後、キエフ科学技術大学で学び直すことにしたアルヒープは、著名な数学者であったムィハーイロ・クラウチュークの下で学び、1931年に卒業した。
1937年から1939年にかけてハルキウ航空機大学で働き、その間にソ連初となるターボファンエンジンの設計に従事した。1938年、リューリカの開発グループは航空機に900 km/hの速力を与え得るジェットエンジンRDG-1の設計を完了した。しかしながら、当時はこの成果は認められなかった。
その後、1939年から1941年にかけて世界初となるターボファンエンジン等を完成し、エネルギー生成物質の研究に従事した。1941年から1942年にかけてはチェリャービンスクの戦車工場で働き、1943年からは最初のソ連国産ジェットエンジンの開発に携わった。
彼の才能が正当に評価されるようになるのはジェット機の有効性が広く認められるようになった第二次世界大戦後のことであった。1946年からは、試作工場における航空機用エンジンの主要設計者となった。この年以降、アルヒープ・リューリカが中心となって新しいより強力なターボジェットエンジンの開発が進められるようになった。
1947年5月28日、リューリカの設計した出力940 kg/sのターボジェットエンジンTR-1を搭載した試作戦闘機Su-11(LK)が900 km/hの飛行速度を記録した。その後、Il-22にも4 発のTR-1が搭載され、このソ連発のジェット爆撃機は1947年に初飛行を果たした。1957年秋には、音速の2倍で飛行できる最初のソ連製航空機となるSu-7が飛行試験を実施した。その後、Su-7は戦闘爆撃機として実用化された。また、のちには改良型の可変翼機Su-17シリーズがやはりリューリカのエンジンを搭載して大量に生産された。
リューリカの設計した最後のエンジンのひとつが、AL-31Fであった。このエンジンはSu-27に搭載され、27の世界記録を打ち出した。また、AL-31Fはこの機体の特技である「コーロコル」や「プガチョーフ・コーブラ」といった高度な機動を可能とした。この他、晩年リューリカはスホーイ設計局の下でブラーン試作機のためのAL-29も設計した。
アルヒープ・リューリカは、30年にわたって発展を続ける超音速機用ターボジェットエンジン開発の先駆者として、自身の名を冠した特殊設計局「A・リューリカ＝サトゥールン」(現在は株式会社「ルィービンスキエ・モトールィ」と合併し科学製造合同「サトゥールン」となっている)を指導した。ソ連政府は、その功績を讃えて1948年と1951年にはスターリン国家賞を、1957年には社会主義労働英雄の名誉称号を、1976年にはレーニン賞を授与した。加えてリューリカはレーニン勲章は3度、十月革命勲章は1度、赤旗労働勲章は2度、その他メダルを受賞した。1967年から1984年までは国家のガスタービンエンジン委員会の委員を務めた。リューリカは、1984年6月1日、モスクワにて永眠した。

## リューリカの主なエンジン
アルヒープ・リューリカの設計した主なエンジンには以下のようなものがあり、それぞれ以下のような航空機に搭載された。
| 機種名       | 日付     | 種類                            | 推力 (kg) / 出力 (eshp) | 搭載機                                                          |
| ------------ | -------- | ------------------------------- | ----------------------- | --------------------------------------------------------------- |
| RTD-1/VDR-2  | 1938年   | 2段遠心式ターボジェット         | 500 kg estimated        | 試験のみ                                                        |
| S-18/VDR-3   | 1945年   | 軸流式ターボジェット            | 1,250 kg                | Gu-VRD 計画                                                     |
| TR-1         | 1946年   | 8段軸流式ターボジェット         | 1,300 kg                | I-21、Il-22、Su-10、Su-11(LK)                                   |
| TR-1A        | 1947年   | 8段軸流式ターボジェット         | 1,500 kg                |                                                                 |
| TR-2         | 1947年   |                                 |                         | 計画はTR-1へ発展                                                |
| TR-3 と AL-5 | 1949年   | 7段軸流式ターボジェット         | 4,600 kg (1950年当時)   | Il-30、Il-46, La-190, Tu-86, Yak-1000, Su-17(1949), "OKB-1 150" |
| TR-7         | 1950年代 | 超音速圧縮機 AL-7の試作機       |                         | AL-7の試作機                                                    |
| AL-7         | 1954年   | 9段軸流式ターボジェット         | 6,500 kg                | Il-54、Tu-98、Su-7とその派生型、Su-17、Su-9                     |
| AL-21        | 1961年   | 軸流式ターボジェット            | 11,000 kg               | Yak-38, Tu-28/Tu-128、Su-17Mとその派生型、Su-24とその派生型     |
| AL-31        | 1976年   | 2軸式ターボファン バイパス比0.6 | 13,300 kg               | Su-27、Su-30, Su-34, Su-35, Su-47 ベルクト                      |